# Izaak (Andronik)
Izaak, imię świeckie Fedir Fyłypowycz Andronik (ur. 18 marca 1964 w Ghiliceni w rejonie Telenești w Mołdawii) – biskup Ukraińskiego Kościoła Prawosławnego Patriarchatu Moskiewskiego.

## Życiorys
W latach 1982–1984 odbywał zasadniczą służbę wojskową. W 1988 wstąpił do ławry Peczerskiej jako posłusznik. Jego postrzyżyny mnisze miały miejsce 16 lutego 1989; przyjął podczas nich imię zakonne Izaak na cześć świętego mnicha Izaaka Pieczerskiego. 16 marca 1990 został wyświęcony na hierodiakona, zaś 9 stycznia 1991 – na hieromnicha. 
W 1993 został mianowany przełożonym skitu filialnego Ławry – Pustelni Gołosiejewskiej, otrzymując równocześnie godność ihumena. Był pierwszym przełożonym tego monasteru od czasu jego restytucji; Pustelnia Gołosiejewska została w 1926 zamknięta przez władze radzieckie. W 1995 otrzymał godność archimandryty. Rok później kierowany przez niego skit otrzymał status samodzielnego klasztoru. W 2009 został nagrodzony prawem noszenia drugiego krzyża napierśnego z ozdobami. 
18 października 2016 został nominowany na biskupa worzelskiego, wikariusza eparchii kijowskiej. Jego chirotonia biskupia odbyła się 13 grudnia tego samego roku w Pustelni Gołosiejewskiej pod przewodnictwem metropolity kijowskiego i całej Ukrainy Onufrego.